# Joseph Bernhaupt
Joseph Bernhaupt, né le 12 mars 1921 à Gomelange et mort le 10 décembre 2020 à Villers-lès-Nancy,, est un chercheur lorrain. Il est l'auteur d'une étude sur le cartulaire de Saint-Pierre-aux-Nonnains de Metz et d'un ouvrage sur les Malgré-nous.

## Biographie
Issu d'un milieu modeste, Joseph Bernhaupt naît à Gomelange en mars 1921, peu après le retour du district de Lorraine à la France. Élève brillant, il poursuit des études supérieures de théologie et de philosophie, qui le destinent à la prêtrise. Au début de la Seconde Guerre mondiale, après la promulgation de l'ordonnance rendant obligatoire le service militaire en Moselle annexée, les jeunes Mosellans sont appelés sous les drapeaux de l'occupant nazi. En 1943, Joseph Bernhaupt est incorporé de force dans la Kriegsmarine, la marine de guerre allemande. Son navire est envoyé dans l'extrême Nord, pour contrer l'avance des Soviétiques. Peu après l'attentat contre Hitler, en juillet 1944, Joseph Bernhaupt parvient à déserter, échappant à une mort probable.
Après guerre, Joseph Bernhaupt poursuit ses recherches au grand séminaire de Nancy. Après un mémoire d'études supérieures d'Histoire sur Le Cartulaire de l'abbaye Saint-Pierre-aux-Nonnains de Metz,, il décide de se consacrer à l'enseignement des humanités dans le secondaire.
Suivant ses inclinations pour l'histoire et la mer, Joseph Bernhaupt deviendra ensuite bibliothécaire et archiviste au ministère de la mer, avant de devenir chef de cabinet, ce qui lui vaudra d'être nommé chevalier dans l’Ordre national du Mérite maritime en 2006.
En 1994, il publie un ouvrage sur les malgré-nous lorrains, ces oubliés de l'Histoire. Évitant le piège de l'autobiographie, l'auteur y donne la parole à ses camarades d'infortune, avec le recul de l'historien.

## Publications
- Nous n'avions pas vingt ans ou Le drame séculaire des Malgré Nous, Metz : éditions Serpenoise, 1994.
- Fissures dans l’Église, Colloque virtuel, Étude, Société des Écrivains, janvier 2003.